# Elasmus cyaneus
Elasmus cyaneus är en stekelart som beskrevs av Girault 1912. Elasmus cyaneus ingår i släktet Elasmus och familjen finglanssteklar. Inga underarter finns listade i Catalogue of Life.